# Depresie postpartum
Depresia post-partum este caz specific de depresie care afectează unele femei după naștere și poate dura chiar și câteva luni.

## Cauze
Cauzele acestei maladii nu sunt pe deplin cunoscute.
Se pare că se datorează transformărilor hormonale pe care le suferă femeia.
Astfel, nivelul de estrogen și progesteron se mărește de 10 ori pe perioada sarcinii, scăzând brusc după naștere.

## Tratament
Acest tip de depresie durează, de regulă, doar câteva săptămâni. Dacă această se prelungește peste o lună, este recomandabilă contactarea unui medic.